# Futbol'ny Klub BATĖ 2022
Questa voce raccoglie le informazioni riguardanti il BATĖ Borisov nelle competizioni ufficiali della stagione 2022.

## Maglie e sponsor
Per la stagione 2022, il fornitore tecnico è Adidas, mentre lo sponsor ufficiale è Fonbet.
| 1ª divisa | 2ª divisa |

## Rosa
| N. |                        | Ruolo | Calciatore            |
| -- | ---------------------- | ----- | --------------------- |
| 4  | Serbia (bandiera)      | D     | Aleksandar Filipović  |
| 5  | Senegal (bandiera)     | D     | Sidi Bane             |
| 6  | Guinea (bandiera)      | C     | Yamoussa Camara       |
| 7  | Bielorussia (bandiera) | A     | Mikita Njakrasaŭ      |
| 8  | Bielorussia (bandiera) | C     | Stanislaŭ Drahun      |
| 9  | Bielorussia (bandiera) | A     | Il'ja Vasilevič       |
| 10 | Uzbekistan (bandiera)  | C     | Shokhboz Umarov       |
| 10 | Serbia (bandiera)      | A     | Damjan Dostanić       |
| 14 | Bielorussia (bandiera) | C     | Sjarhej Sazončyk      |
| 15 | Bielorussia (bandiera) | C     | Valeryj Bačaroŭ       |
| 17 | Bielorussia (bandiera) | C     | Danila Njačaeŭ        |
| 18 | Islanda (bandiera)     | C     | Willum Þór Willumsson |
| 19 | Bielorussia (bandiera) | C     | Dzmitryj Bjassmertny  |
| 21 | Bielorussia (bandiera) | D     | Maksim Bardačoŭ       |
| 22 | Bielorussia (bandiera) | D     | Aljaksej Nasko        |
| 23 | Bielorussia (bandiera) | C     | Valeryj Hramyka       |
| 26 | Serbia (bandiera)      | A     | Nemanja Milić         |

| N. |                        | Ruolo | Calciatore             |
| -- | ---------------------- | ----- | ---------------------- |
| 27 | Bielorussia (bandiera) | D     | Viktar Sotnikaŭ        |
| 32 | Croazia (bandiera)     | D     | Jakov Filipović        |
| 33 | Bielorussia (bandiera) | P     | Uladzislaŭ Ihnacieŭ    |
| 34 | Bielorussia (bandiera) | D     | Arcëm Škurdzjuk        |
| 35 | Bielorussia (bandiera) | P     | Andrėj Kudravec        |
| 44 | Bielorussia (bandiera) | D     | Uladzislaŭ Mal'kevič   |
| 45 | Bielorussia (bandiera) | A     | Uladzislaŭ Muchammedaŭ |
| 48 | Bielorussia (bandiera) | P     | Dzjanis Ščarbicki      |
| 51 | Bielorussia (bandiera) | P     | Vjačaslaŭ Dzerhačoŭ    |
| 52 | Bielorussia (bandiera) | D     | Arsenij Aheeŭ          |
| 68 | Bielorussia (bandiera) | C     | Danila Žulpa           |
| 77 | Nigeria (bandiera)     | A     | Nuradeen Idris         |
| 81 | Bielorussia (bandiera) | D     | Raman Pileŭcki         |
| 89 | Bielorussia (bandiera) | A     | Aljaksandr Francuzaŭ   |
| 92 | Bielorussia (bandiera) | D     | Maksim Valadzko        |
| 97 | Bielorussia (bandiera) | C     | Timofėj Sharkoŭski     |
| 99 | Bielorussia (bandiera) | A     | Arcëm Šumanski         |

## Calciomercato

### Sessione invernale
| Acquisti | Acquisti             | Acquisti      | Acquisti      |
| R.       | Nome                 | da            | Modalità      |
| -------- | -------------------- | ------------- | ------------- |
| D        | Sidi Bane            | Goureye       | definitivo    |
| D        | Uladzislaŭ Mal'kevič | Slavija-Mazyr | fine prestito |
| D        | Aljaksej Nasko       | Tarpeda-BelAZ | fine prestito |
| C        | Yamoussa Camara      | Ruch Brėst    | prestito      |
| C        | Valeryj Hramyka      | Arsenal Tula  | definitivo    |
| C        | Maksim Mjakiš        | Islač         | fine prestito |
| C        | Sjarhej Sazončyk     | Minsk         | definitivo    |
| A        | Nuradeen Idris       | Smarhon'      | fine prestito |
| A        | Mikita Njakrasaŭ     | Homel'        | definitivo    |

| Cessioni | Cessioni          | Cessioni              | Cessioni      |
| R.       | Nome              | a                     | Modalità      |
| -------- | ----------------- | --------------------- | ------------- |
| P        | Anton Čyčkan      | Ufa                   | svincolato    |
| D        | Pavel Rybak       |                       | fine carriera |
| D        | Mikita Supranovič | Zenit San Pietroburgo | prestito      |
| D        | Zachar Volkaŭ     | Chimki                | prestito      |
| C        | Jaŭhen Jablonski  | Arīs Limassol         | svincolato    |
| C        | Pavel Karasëv     | Nižnij Novgorod       | svincolato    |
| C        | Makism Mjakiš     | Tarpeda-BelAZ         | definitivo    |
| C        | Pavel Njachajčyk  |                       | fine carriera |
| C        | Andrėj Potapenko  | Homel'                | svincolato    |
| C        | Sjarhej Volkaŭ    | Vicebsk               | prestito      |
| A        | Dmytro Jusov      | Čornomorec'           | svincolato    |
| A        | Mikalaj Sihnevič  | Apollōn Smyrnīs       | svincolato    |

### Sessione estiva
| Acquisti | Acquisti          | Acquisti              | Acquisti      |
| R.       | Nome              | da                    | Modalità      |
| -------- | ----------------- | --------------------- | ------------- |
| D        | Viktar Sotnikaŭ   | Šachcër Salihorsk     | definitivo    |
| D        | Mikita Supranovič | Zenit San Pietroburgo | fine prestito |
| D        | Zachar Volkaŭ     | Chimki                | fine prestito |
| A        | Damjan Dostanić   | TSC Bačka Topola      | definitivo    |

| Cessioni | Cessioni              | Cessioni           | Cessioni      |
| R.       | Nome                  | a                  | Modalità      |
| -------- | --------------------- | ------------------ | ------------- |
| D        | Mikita Supranovič     | Arsenal Dzjaržynsk | prestito      |
| D        | Maksim Valadz'ko      | FC Santa Coloma    | svincolato    |
| D        | Zachar Volkaŭ         | Chimki             | prestito      |
| C        | Yamoussa Camara       | Ruch Brėst         | fine prestito |
| C        | Aljaksej Nasko        | Maqtaaral          | prestito      |
| C        | Willum Þór Willumsson | Go Ahead Eagles    | definitivo    |
| A        | Nuradeen Idris        | Arsenal Dzjaržynsk | prestito      |
| A        | Shakhboz Umarov       | Ordabasy           | prestito      |

## Risultati

### Vyšėjšaja Liha

#### Girone d'andata
| Arbitro: | Šimusik (Asipovičy) |

|  |           |                                  |
|  | Marcatori | 11’, 51’ Bjassmertny 90+1’ Milić |

| Arbitro: | Lašuk (Maladzečna) |

|  |           |                                              |
|  | Marcatori | 13’ (aut.) Trojakov 82’ Drahun 89’ Filipović |

| Arbitro: | Obelevski (Hrodna) |

|  |           |                                         |
|  | Marcatori | 35’ Mal'kevič 41’ Drahun 76’ Willumsson |

| Arbitro: | Kul'bakoŭ (Homel') |

|  |           |            |
|  | Marcatori | 9’ Bačaroŭ |

| Arbitro: | Stecurin (Brėst) |

|                                    |           |              |
| Willumsson 28’ (rig.) Šumanski 88’ | Marcatori | 90+5’ Adeola |

| Arbitro: | Sevastjanik (Hrodna) |

|                        |           |                          |
| Bachar 65’ (rig.), 80’ | Marcatori | 72’ Drahun 78’ Filipović |

| Arbitro: | Lašuk (Maladzečna) |

|                                   |           |               |
| Willumsson 28’ (rig.) Njačaeŭ 56’ | Marcatori | 26’ Rassadkin |

| Žodzina 13 maggio 2022, ore 20:30 UTC+3 8ª giornata | Tarpeda-BelAZ      | 0 – 0 referto | BATĖ Borisov | Stadio Tarpeda (2 035 spett.)\| Arbitro: \| Kurhcheli (Homel') \| |
| Arbitro:                                            | Kurhcheli (Homel') |               |              |                                                                   |

| Arbitro: | Horajutin (Minsk) |

|                                           |           |  |
| Hramyka 30’ Drahun 38’, 52’ Njakrasaŭ 77’ | Marcatori |  |

| Arbitro: | Dolja (Hrodna) |

|                                                 |           |  |
| A. Filipović 15’ Bjassmertny 25’ Willumsson 55’ | Marcatori |  |

| Arbitro: | Lašuk (Maladzečna) |

|  |           |          |
|  | Marcatori | 8’ Sosah |

| Hrodna 25 giugno 2022, ore 21:00 UTC+3 12ª giornata | Nëman              | 0 – 0 referto | BATĖ Borisov | Stadio Nëman (2 610 spett.)\| Arbitro: \| Kul'bakoŭ (Homel') \| |
| Arbitro:                                            | Kul'bakoŭ (Homel') |               |              |                                                                 |

| Arbitro: | Markov (Mahilëŭ) |

|           |           |                 |
| Drahun 2’ | Marcatori | 73’ Abdixoliqov |

| Arbitro: | Dolja (Hrodna) |

|                              |           |                         |
| Bahamol'ski 9’ Šramčanka 23’ | Marcatori | 76’ Vasilevič 79’ Milić |

| Arbitro: | Dmitriev (Fanipal') |

|               |           |                         |
| Mal'kevič 14’ | Marcatori | 11’ Vas'koŭ 41’ Hulecki |

#### Girone di ritorno
| Arbitro: | Dolja (Hrodna) |

|                                                       |           |  |
| Mal'kevič 25’ Milić 39’ Šumanski 78’ Lavec 82’ (aut.) | Marcatori |  |

| Arbitro: | Šumilov (Minsk) |

|                                  |           |                        |
| Hramyka 38’ (rig.) Vasilevič 50’ | Marcatori | 74’ Vasil'ev 85’ Gomza |

| Arbitro: | Čistov (Minsk) |

|                            |           |            |
| Mal'kevič 26’ Šumanski 89’ | Marcatori | 30’ Volkaŭ |

| Arbitro: | Kul'bakoŭ (Homel') |

|  |           |                            |
|  | Marcatori | 50’ Palicevič 56’ Ivanović |

| Arbitro: | Horajutin (Minsk) |

|  |           |          |
|  | Marcatori | 9’ Milić |

| Barysaŭ 10 settembre 2022, ore 20:00 UTC+3 21ª giornata | BATĖ Borisov   | 0 – 0 referto | Dinamo Minsk | Barysaŭ-Arėna (5 132 spett.)\| Arbitro: \| Dolja (Hrodna) \| |
| Arbitro:                                                | Dolja (Hrodna) |               |              |                                                              |

| Arbitro: | Stecurin (Brėst) |

|               |           |             |
| Žumabekov 72’ | Marcatori | 57’ Hramyka |

| Arbitro: | Dolja (Hrodna) |

|            |           |               |
| Drahun 73’ | Marcatori | 52’ Bjarozkin |

| Sluck 8 ottobre 2022, ore 14:00 UTC+3 24ª giornata | Sluck              | 0 – 0 referto | BATĖ Borisov | Stadio Haradzki (728 spett.)\| Arbitro: \| Krasnikov (Hrodna) \| |
| Arbitro:                                           | Krasnikov (Hrodna) |               |              |                                                                  |

| Arbitro: | Dolja (Hrodna) |

|                                                          |           |             |
| Bardačoŭ 43’ Bjassmertny 45+3’ Šumanski 45+5’ Drahun 80’ | Marcatori | 85’ Šestjuk |

| Maladzečna 20 ottobre 2022, ore 15:00 UTC+3 26ª giornata | Islač            | 0 – 0 referto | BATĖ Borisov | Stadio comunale (497 spett.)\| Arbitro: \| Stecurin (Brėst) \| |
| Arbitro:                                                 | Stecurin (Brėst) |               |              |                                                                |

| Arbitro: | Šumilov (Minsk) |

|                       |           |               |
| Hramyka 5’ Drahun 73’ | Marcatori | 66’ Sadoŭničy |

| Arbitro: | Obelevski (Hrodna) |

|  |           |                         |
|  | Marcatori | 36’ Oreškevič 79’ Milić |

| Arbitro: | Sevastjanik (Hrodna) |

|                                      |           |                               |
| Drahun 42’ Milić 53’ Bjassmertny 83’ | Marcatori | 69’, 90+4’ (rig.) Chvaščynski |

| Arbitro: | Dmitriev (Fanipal') |

|  |           |                           |
|  | Marcatori | 45’ Hramyka 71’ Vasilevič |

### Coppa di Bielorussia 2021-2022
| Arbitro: | Stecurin (Brėst) |

|                |           |              |
| Willumsson 67’ | Marcatori | 5’ Bjarozkin |

| Arbitro: | Čistov (Minsk) |

|  |           |           |
|  | Marcatori | 55’ Milić |

| Arbitro: | Kul'bakoŭ (Homel') |

|                          |           |           |
| Savicki 55’ Kadimyan 72’ | Marcatori | 12’ Milić |

| Arbitro: | Stecurin (Brėst) |

|                           |           |  |
| Drahun 39’ Šumanski 90+4’ | Marcatori |  |

| Arbitro: | Sevastjanik (Hrodna) |

|                  |           |                                   |
| J. Filipović 21’ | Marcatori | 62’ (aut.) Bardačoŭ 67’ Macvejčyk |

### Coppa di Bielorussia 2022-2023
| Arbitro: | Ananjev (Vicebsk) |

|                      |           |                         |
| Malašicki 68’ (rig.) | Marcatori | 20’ Žulpa 25’ Vasilevič |

| Arbitro: | Šimusik (Asipovičy) |

|  |           |                                    |
|  | Marcatori | 38’ (rig.) Hramyka 57’ Bjassmertny |

### Conference League
| Arbitro: | Correia |

|  |           |                                     |
|  | Marcatori | 39’ Bytyqi 58’ Michalak 90+5’ Murić |

| Arbitro: | Simović |

|                          |           |  |
| Rahmanović 37’ Calvo 43’ | Marcatori |  |

### Supercoppa di Bielorussia
| Arbitro: | Kul'bakoŭ (Homel') |

|             |           |  |
| Milić 90+2’ | Marcatori |  |

## Statistiche

### Statistiche di squadra
| Competizione              | Punti | In casa | In casa | In casa | In casa | In casa | In casa | In trasferta | In trasferta | In trasferta | In trasferta | In trasferta | In trasferta | Totale | Totale | Totale | Totale | Totale | Totale | D.R. |
| Competizione              | Punti | G       | V       | N       | P       | Gf      | Gs      | G            | V            | N            | P            | Gf           | Gs           | G      | V      | N      | P      | Gf     | Gs     | D.R. |
| ------------------------- | ----- | ------- | ------- | ------- | ------- | ------- | ------- | ------------ | ------------ | ------------ | ------------ | ------------ | ------------ | ------ | ------ | ------ | ------ | ------ | ------ | ---- |
| Vyšėjšaja Liha            | 59    | 15      | 8       | 4       | 3       | 28      | 16      | 15           | 8            | 7            | 0            | 23           | 5            | 30     | 16     | 11     | 3      | 51     | 21     | +30  |
| Coppa di Bielorussia      | -     | 2       | 1       | 1       | 0       | 3       | 1       | 5            | 3            | 0            | 2            | 7            | 5            | 7      | 4      | 1      | 2      | 10     | 6      | +4   |
| Conference League         | -     | 1       | 0       | 0       | 1       | 0       | 3       | 1            | 0            | 0            | 1            | 0            | 2            | 2      | 0      | 0      | 2      | 0      | 5      | -5   |
| Supercoppa di Bielorussia | -     | 0       | 0       | 0       | 0       | 0       | 0       | 1            | 1            | 0            | 0            | 1            | 0            | 1      | 1      | 0      | 0      | 1      | 0      | +1   |
| Totale                    | 59    | 18      | 9       | 5       | 4       | 31      | 20      | 22           | 12           | 7            | 3            | 31           | 12           | 40     | 21     | 12     | 7      | 62     | 32     | +30  |

### Andamento in campionato
| Giornata  | 1 | 2 | 3 | 4 | 5 | 6 | 7 | 8 | 9 | 10 | 11 | 12 | 13 | 14 | 15 | 16 | 17 | 18 | 19 | 20 | 21 | 22 | 23 | 24 | 25 | 26 | 27 | 28 | 29 | 30 |
| --------- | - | - | - | - | - | - | - | - | - | -- | -- | -- | -- | -- | -- | -- | -- | -- | -- | -- | -- | -- | -- | -- | -- | -- | -- | -- | -- | -- |
| Luogo     | T | T | T | T | C | T | C | T | C | T  | C  | T  | C  | T  | C  | C  | C  | C  | C  | T  | C  | T  | C  | T  | C  | T  | C  | T  | C  | T  |
| Risultato | V | V | V | V | V | N | V | N | V | V  | P  | N  | N  | N  | P  | V  | N  | V  | P  | V  | N  | N  | N  | N  | V  | N  | V  | V  | V  | V  |
| Posizione | 1 | 1 | 1 | 1 | 1 | 1 | 1 | 1 | 1 | 1  | 1  | 1  | 1  | 1  | 3  | 3  | 4  | 3  | 3  | 3  | 3  | 4  | 4  | 5  | 5  | 5  | 4  | 3  | 3  | 3  |

Legenda:

Luogo: C = Casa; T = Trasferta. Risultato: V = Vittoria; N = Pareggio; P = Sconfitta.